# Bae Sang-moon
Bae Sang-moon (Daegu, 21 juni 1986) is een professioneel golfer uit Zuid-Korea.

## Carrière
Bae werd in 2004 professional. Zijn eerste overwinning was op de Koreaanse Tour. Hij won het Emerson Pacific Group Open in 2006. In 2007 won hij het SK Telecom Open dat zowel voor de Aziatische als de Koreaanse Tour meetelde. In 2008 en 2009 won hij het Kolon-Hana Bank Korea Open en in 2009 het GS Caltex Maekyung Open.

## Gewonnen
Aziatische Tour
- 2007: SK Telecom Open (-17)
- 2008: Kolon-Hana Bank Korea Open (-11)
- 2009: GS Caltex Maekyung Open na play-off tegen Ted Oh

OneAsia Tour
- 2009: Kolon-Hana Bank Korea Open
- 2010: SK Telecom Open

Elders
- 2006: Emerson Pacific Group Open
- 2008: KEB Invitational (Korea), Fortis International Challenge (Maleisië  met Hyung-tae Kim)
- 2011: Japan Open

Teams
- World Cup: 2008